# E-sagdil

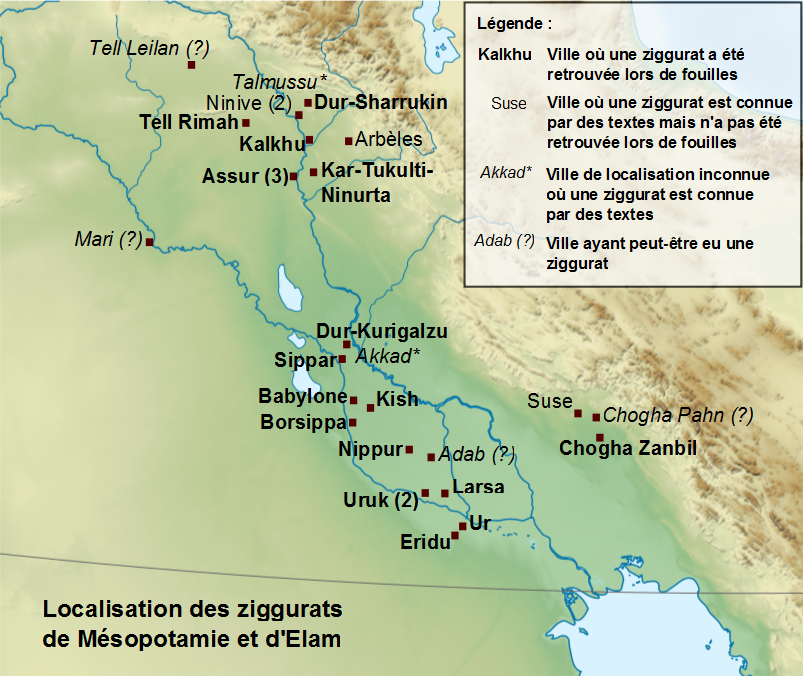
Mapa Mezopotamii i Elamu z zaznaczoną lokalizacją znanych zigguratów.

E-sagdil (sum. é.sag.dil, tłum. „Dom tajemnic”) – ceremonialna nazwa ziguratu boga Enlila w kompleksie świątynnym E-kur w mieście Nippur.
Według inskrypcji nowobabilońskiego kapłana Ninurta-szuma-iddiny, wzmiankującej zniszczenie tego ziguratu, znajdować się on miał na Wielkim Dziedzińcu (sum. kisal.maḫ) w E-kur.